# Baten Kaitos: Die Schwingen der Ewigkeit und der verlorene Ozean
Baten Kaitos: Die Schwingen der Ewigkeit und der verlorene Ozean (jap. バテン・カイトス　終わらない翼と失われた海 Baten Kaitosu: Owaranai Tsubasa to Ushinawareta Umi; Baten Kaitos von arabisch batn qaytus – „Bauch des Meeresungeheuers“) ist ein japanisches Computer-Rollenspiel (JRPG). Gemeinschaftlich von Monolith Soft und tri-Crescendo entwickelt, wurde es erstmals 2003 in Japan von Namco für den Nintendo GameCube herausgebracht sowie 2004 in Nordamerika und 2005 in Europa. Für die Veröffentlichung in Australien 2005 war Nintendo verantwortlich.
Die Handlung des Spiels folgt Kalas, einem jungen Mann, der in einer Fantasy-Welt – bestehend aus in der Luft schwebenden Inseln – gegen ein böses Imperium kämpft. Der Spieler nimmt in der Handlung die Rolle eines Schutzgeistes ein. Die Spielmechanik von Baten Kaitos unterscheidet sich von der vieler anderer Rollenspiele, da sie sich auf Spielkarten fokussiert, die im Spiel als „Magnus“ bezeichnet werden. Das auf Basis dieser Magnus ablaufende Kampfsystem ist rundenbasiert. Die Hintergrund-Grafiken des Spiels sind vorberechnet, die Zwischensequenzen werden hingegen in Echtzeit berechnet. Der Soundtrack des Spiels stammt aus der Feder von Motoi Sakuraba.
Baten Kaitos wurde überwiegend positiv bewertet. Kritiker lobten das innovative Spielkonzept, die Grafik sowie die Musik, während einige Rezensenten Handlung und Charaktere als klischeebelastet und wenig herausragend sowie die englische Sprachausgabe als minderqualitativ kritisierten. Obwohl die Verkaufszahlen weit unterhalb den Erwartungen des Herstellers lagen, folgte 2006 ein ausschließlich in Japan und Nordamerika veröffentlichter Nachfolger namens Baten Kaitos Origins.

## Handlung

### Szenario
Baten Kaitos handelt in einer Fantasiewelt „voller Farbe, Bewegung und außergewöhnlichem Design“, die aus am Himmel schwebenden Inseln besteht. Den Bewohnern dieser Welt sind im Laufe der Evolution Schwingen gewachsen. Eine weitere Eigenart der Spielwelt sind sogenannte Magnus. Dabei handelt es sich um Karten, die die Essenz eines physischen Gegenstandes enthalten und aus denen diese Objekte beliebig rekonstruiert werden können.
Der primäre Protagonist des Spiels ist für weite Teile der als selbstsüchtig und lümmelhaft beschriebene 18-jährige Kalas, der mit nur einer Schwinge geboren wurde und daher eine zweite, künstliche besitzt. Der Spieler selbst übernimmt in der Handlung eine die Vierte Wand brechende Rolle. Er ist ein Schutzgeist, der aus einer anderen Dimension stammt und mit Kalas kommunizieren kann. An einigen Stellen der Handlung unterhalten sich die Charaktere mit dem Schutzgeist, wobei der Spieler eine Antwort auswählen muss. Je nachdem, für welche Antworten sich der Spieler entscheidet, wird das Verhältnis zwischen ihm und der Spielfigur geändert. Dies wirkt sich durch leichte Vorteile während eines Kampfes aus.
Tausend Jahre vor den eigentlichen Ereignissen im Spiel wütete Legenden zufolge eine böse Gottheit namens Malpercio, welche den Ozean, in dem der mächtige Wal lebte, aufgesogen habe. Mächtigen Magiern sei es gelungen, den bösen Gott zu bezwingen und in fünf sogenannten End-Magnus-Karten zu versiegeln. Weil die alte Erde vom Kampf verdorben war, erhoben sich mehrere Stücke aus dem Boden und begannen, angetrieben von je einem der End-Magnus, im Himmel zu schweben. Damit kehrte der Friede zurück.

### Handlungsverlauf
Die eigentliche Spielhandlung beginnt damit, wie der 18-jährige Protagonist Kalas im Fahlmondwald auf der Insel Sadal Suud bewusstlos aufgefunden und vom Arzt Larikush versorgt wird. Angetrieben vom Drang, sich am Imperium Alfard für den Tod seines Großvaters und seines Bruders zu rächen, kehrt er in den Wald zurück und trifft auf die 17-jährige, naiv wirkende Xelha. Versehentlich entfesseln die beiden einen End-Magnus, der daraufhin vom Imperium gestohlen wird. Kalas und Xelha fliehen gemeinsam zu der Insel Diadem, wo sie von den bösen Machenschaften des Imperiums erfahren. Der Imperator Geldoblame plant demnach, alle fünf End-Magnus aufzuspüren und so Malpercio wiederzuerwecken. Da der End-Magnus von Sadal Suud bereits in Geldoblames Besitz ist, versuchen sie, die übrigen End-Magnus in Sicherheit zu bringen.
Im Laufe der Handlung schließen sich vier Personen Kalas und Xelha an: der Fischer Gibari, der verstoßene imperiale Botschafter Lyude, die ehemalige imperiale Soldatin Savyna und der Große Mizuti, ein maskiertes magisches Wesen. Die Gruppe bereist nach und nach auf der Suche nach den End-Magnus die fünf großen Inselnationen Sadal Suud, Diadem, Anueue, Mira und letztlich das Imperium Alfard. Als sie hier ankommen, befinden sich trotz ihrer Bemühungen alle End-Magnus in der Hand des Imperiums und Geldoblame befreit Malpercio. Bei dem Versuch, sich die Macht des bösen Gottes einzuverleiben, stirbt der Imperator. Es erscheint die Enkelin des Herzogs von Mira, Melodia, die sich als wahre Drahtzieherin entpuppt. Bereits vor den Spielereignissen hat sie Kalas auf ihre Seite gezogen, der somit die ganze Zeit seine Freunde hinterging, um die Macht eines Gottes zu erlangen.
Der Schutzgeist verlässt Kalas und schließt sich Xelha an, woraufhin die fünf Gefährten entkommen und Kalas zurücklassen. Die Gruppe reist ohne ihn zur sagenumwobenen Insel Wazn. Hier offenbart sich Xelha als letzte Eiskönigin von Wazn. In einem späteren Aufeinandertreffen mit Kalas versucht Xelha, ihn mit einem alten Relikt aus Malpercios Kontrolle zu retten. Dies scheitert zunächst, Kalas jedoch gelingt es anschließend, der Kontrolle durch Melodia und Malpercio zu entgehen und wieder auf die gute Seite zu schreiten. Der Große Mizuti hält währenddessen Malpercio auf und offenbart sich danach als weibliche Angehörige der Kinder der Erde, den Nachkommen der alten Magier, die einst den bösen Gott bezwangen. Noch heute leben die Kinder der Erde auf den Überbleibseln der alten Erde, wohin die Gruppe nun reist. Hier erhalten sie ein Relikt zur Zerstörung Malpercios und kämpfen erneut erfolgreich gegen Malpercio.
Hiernach zieht sich Melodia mit ihren Schergen in die Festung Cor Hydrae zurück. Kurz danach reist Kalas zu Larikush, dem Arzt, der ihn zu Handlungsbeginn versorgt hatte. Larikush erzählt ihm, dass er vor vielen Jahren zusammen mit Kalas' Großvater Georg für das Imperium an einem perfekten Lebewesen forschte, das aus einem Magnus geboren werden solle. Das missglückte Ergebnis dieser Forschungen war Kalas. Da das Imperium forderte, Kalas zu töten, täuschten Georg und Larikush ihren Tod vor und flohen. Georg lebte fortan mit Kalas in Mira, wo sein dem Imperium angehöriger Sohn Giacomo ihn zwei Jahre später tötete.
Bald darauf greifen alle Inseln vereint Cor Hydrae an. Dies ermöglicht eine Konfrontation mit Malpercio, aus der Kalas und seine Freunde zunächst siegreich hervorgehen. Melodia verschmilzt jedoch mit dem bösen Gott, sodass ein noch stärkeres göttliches Wesen entsteht. Mit vereinten Kräften besiegen Kalas und seine Freunde Malpercio in seiner finalen Form. Kalas schafft es dabei, auch Melodia vom Einfluss des Gottes zu befreien. Es gelingt ihnen, gemeinsam Malpercios Existenz zu beenden und so das Ende der Welt abzuwenden. Die Inseln stürzen wieder auf die Erde und Friede kehrt ein.
Nach einer großen Feier begibt sich Xelha mit Kalas zurück zum Fahlmondwald und erklärt ihm, dass der lange verlorene Ozean der alten Erde die ganze Zeit an seiner Seite war; als Eiskönigin von Wazn trage sie den vergessenen Ozean in sich. Um der wiederhergestellten Welt den Ozean zurückzugeben, müsse Xelha durch Kalas' Hand sterben. Dabei taucht der für tot geglaubte Geldoblame auf, der kraft seines Willens eins mit der Welt geworden ist. Zwar können Kalas und Xelha Geldoblame in seiner finalen Form besiegen, geschwächt durch den Kampf stirbt Xelha jedoch. Da die alte Welt somit wiederhergestellt ist, verschwinden die Schwingen der Menschen. Zum Schluss verabschieden sich einige Handlungsträger vom Schutzgeist, der diese Dimension verlässt.

## Spielbeschreibung

### Spielmechanik

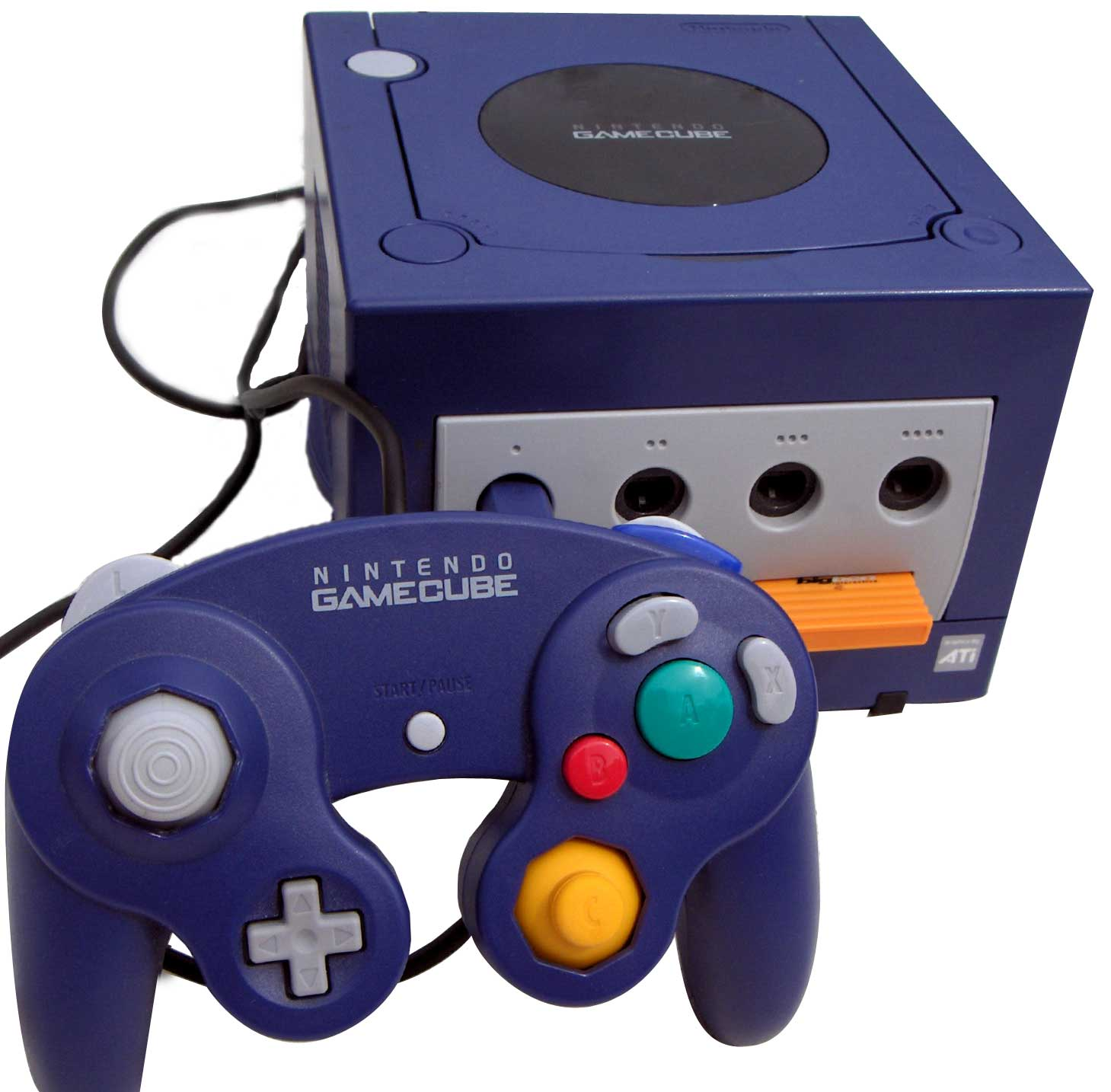
Eine GameCube-Konsole mit Controller

Der Spieler steuert die Spielfigur mit dem Analog-Stick des Nintendo-GameCube-Controllers im dreidimensionalen Raum. Für weite Teile des Spiels handelt es sich dabei um Kalas; in einem Abschnitt hingegen steuert der Spieler Xelha. Mithilfe der Aktionstaste kann die Spielfigur mit ausgewählten Objekten und NPCs interagieren. Die Umgebungen werden in einer fixierten, nicht durch den Spieler veränderbaren Perspektive dargestellt. Die Kamera folgt den Bewegungen der Spielfigur, indem sie mitscrollt oder in die Umgebung hineinzoomt.
Die meisten Orte bestehen aus mehreren Bildschirmen mit unterschiedlichen Kameraeinstellungen. Andere Orte werden mit vorangehendem Spielfortschritt freigeschaltet und können danach über eine Oberweltkarte ausgewählt werden. Zwischen den verschiedenen Inseln kann der Spieler nicht selbständig reisen, sondern nur durch spezielle Spielereignisse; das heißt, die Reihenfolge, in der die Inseln erkundet werden, ist linear. Im späteren Verlauf des Spiels gibt es Möglichkeiten, die Inseln nach eigenem Belieben zu erkunden. Nach Entwicklerangaben soll das Abschließen der Handlung des Spiels zwischen 50 und 70 Stunden beanspruchen.
Die Anzahl der Spielstände ist vom verfügbaren Speicherplatz auf der Speicherkarte abhängig. Um seinen Spielfortschritt zu speichern, hat der Spieler eine blaue beziehungsweise rote Blume aufzusuchen. Blaue Blumen bieten dem Spieler ferner die Gelegenheit, die Kirche zu besuchen. Hier kann er den Level der Spielcharaktere erhöhen, sofern diese genügend Erfahrungspunkte aufweisen, und unter bestimmten Voraussetzungen auch deren Rang erhöhen, damit diese mehr Karten im Deck haben können.
In jedem besiedelten Gebiet im Spiel gibt es einen Laden, in welchem der Spieler Magnus an- oder verkaufen und seine Kraftpunkte regenerieren kann. Die Hauptgeldeinnahmequelle ist der Verkauf von Bildern, die der Spieler während eines Kampfes schießen muss.

### Magnus
Magnus sind ein Kernelement des Spielsystems von Baten Kaitos, da sämtliche Items, Angriffe und Zaubersprüche im Spiel in Form eines Magnus auftauchen. Magnus erhält der Spieler nach erfolgreichen Kämpfen, kann sie in Läden erwerben, von NPCs bekommen, oder als Schätze versteckt in der Oberwelt aufspüren. Der Spieler kann zwar unbegrenzt viele Magnus mitnehmen, jeder Charakter kann jedoch nur eine bestimmte Anzahl an Magnus in sein Deck aufnehmen. Es gibt insgesamt über 1000 verschiedene Exemplare, die in die vier Kategorien unterteilt werden:
- Kampfmagnus sind die wichtigsten Magnus, da sie im Kampf zum Einsatz kommen. Einige Magnus verändern sich im Laufe der Zeit, so kann der Heilmagnus „Banane“ verderben und fortan Schaden anrichten. Kampfmagnus können beliebig oft verwendet werden.[4]
- Quest-Magnus werden in sogenannten Quests, verwendet. Es handelt sich dabei um eine Möglichkeit, ausgewählte Objekte in einen der vorhandenen leeren Magnus-Karten übertragen und so zu transportieren.[5]
- Ausrüstungs-Magnus sind für je eine bestimmte Spielfigur vorgesehen. Trägt ein Charakter einen Ausrüstungs-Magnus, so werden bestimmte Statuswerte beeinflusst.[5]
- Camp-Magnus können nur in einem separaten Menü verwendet werden, dem sogenannten Camp-Bildschirm. Sie heilen beispielsweise die Kraft der Spielfiguren, heilen negative Effekte oder erhöhen Statuswerte. Ein Camp-Magnus kann nur ein Mal verwendet werden.[5]

### Kampfsystem
Ein Kampf beginnt nach einer Berührung mit einem Gegner in einem neuen Bildschirm. Es können maximal drei Spielfiguren kämpfen; die jeweiligen Decks werden zu Beginn gemischt. Bei jedem Zug wird eine bestimmte Anzahl Karten (zu Beginn drei; maximal neun) eingeblendet und kann ausgewählt werden. Alle Attacken, Zaubersprüche, Verteidigungsmittel, Items und sonstige Kampfgegenstände werden in der Form von Magnus gewählt.
Die Spielzüge aller Charaktere laufen nacheinander ab, es handelt sich also um ein rundenbasiertes Kampfsystem. Angriffs- und Verteidigungszüge müssen innerhalb einer bestimmten Zeit bewältigt werden, ansonsten werden sie übersprungen. In einem Angriffszug wählt der Spieler zunächst einen Gegner und spielt anschließend seine Magnus aus. In einer Verteidigungsrunde wiederum wird die Spielfigur von einem Gegner angegriffen und sollte sich durch Ausspielen eines Verteidigungsmagnus vor Schaden schützen. Wie viel Schaden ein Magnus erteilt beziehungsweise wie stark er verteidigt, hängt von den individuellen Werten eines Magnus ab. Der entstandene Schaden wird am Ende eines jeden Zuges eingeblendet und resultiert aus dem insgesamt vom Angreifer angerichteten Schaden abzüglich Verteidigung des Ziels. Eine Figur scheidet aus dem Kampf aus, wenn ihre Kraftpunkte (KP) auf Null gesunken sind.
Magnus sind entweder neutral oder haben eines von sechs Elementen, die sich paarweise entgegenwirken: Feuer und Wasser, Chronos und Wind sowie Licht und Schatten. Jeder Gegner ist für ein Element besonders anfällig oder resistent. Des Weiteren hat jeder Magnus bis zu vier Ziffern von 1 bis 9 in seinen Ecken. Wenn die Ziffern der ausgespielten Magnus eine besondere Reihenfolge ergeben, so gibt es Bonusschaden- beziehungsweise -verteidigungspunkte.
Auch gibt es Heil-Magnus, die eine festgelegte Anzahl KP bei einem Teammitglied regenerieren können. Einige Magnus haben ferner Zusatzeffekte und können ihren Gegner vergiften, verbrennen, paralysieren, erfrieren, verwirren, Kopfschmerzen erzeugen oder sofort töten. Jeder dieser Statuseffekte hat unterschiedliche, destruktive Auswirkungen und kann durch entsprechende Verteidigung oder Ausrüstung verhindert oder durch von Teammitgliedern ausgespielte Heilmagnus aufgehoben werden.
Der strategische Aspekt im Kampfsystem liegt darin, den Gegner möglichst stark zu verletzen und selber möglichst wenig Schaden erleiden. Magnus-Combos spielen dabei eine wichtige Rolle. Außerdem sind für den Spieler kontraproduktive Züge möglich: Er kann beispielsweise den Gegner heilen, seine Spielfiguren angreifen sowie im Angriff einen Verteidigungsmagnus ausspielen und umgekehrt. Es kann vorkommen, dass der Spieler beispielsweise in einer Angriffsrunde nur Verteidigungsmagnus ausspielen kann (und umgekehrt), die in diesem Zug dann keine Aktion auslösen. Ansonsten besteht auch die Möglichkeit, den Zug aktionslos verstreichen zu lassen.

## Entstehungsgeschichte

### Mitwirkende
Baten Kaitos ist eine Gemeinschaftsentwicklung zwischen dem japanischen Studios Monolith Soft, das damals noch Namco gehörte und später an Nintendo verkauft wurde, und tri-Crescendo. Monolith Soft war für das Design zuständig, während tri-Crescendo die Programmierung übernahm und das Kampfsystem gestaltete. Die Credits nennen 50 Beteiligte seitens Monolith Soft
und 20 Mitwirkende von tri-Crescendo. Die Computergrafiken stammen von externen Unternehmen: Der Animationsfilm zu Spielbeginn stammt von Robot, während die Unternehmen Shirogumi, Wild Brain und Imagica für sonstige Computergrafik und 2D-Animation verantwortlich zeichneten.
Als Projektleiter fungierten Yasuyuki Honne von Monolith Soft und Hiroya Hatsushiba von tri-Crescendo. Honne ist im Abspann ferner als künstlerischer Leiter, Kartendesigner und -Zeichner aufgelistet, während Hatsushiba zudem als Sounddirector und leitender Kampfsystem-Entwickler fungierte. Masato Kato, der für die Handlung einiger JRPGs von Square zuständig war, verfasste das Skript. Der Soundtrack stammt aus der Feder von Motoi Sakuraba, einem langjährigen Kollegen Hatsushibas. Als ausführender Produzent war der Monolith-Soft-Mitgründer und -Präsident Hirohide Sugiura beteiligt, weitere Produzenten waren Tadashi Nomura von Monolith Soft und Shinji Noguchi von Namco.

### Entwicklung
Monolith Soft wurde 1999 von einigen ehemaligen Square-Enix-Entwicklern unter finanzieller Beteiligung von Namco gegründet. 2002 erschien das erste Spiel des Studios für die PlayStation 2 unter dem Titel Xenosaga Episode I: Der Wille zur Macht. Während das damals knapp 100 Angestellte umfassende Studio bereits den Nachfolger Xenosaga Episode II: Jenseits von Gut und Böse produzierte, entwickelte es ein weiteres, neues Spiel. Dabei handelte es sich um Baten Kaitos für den GameCube, das 2003 als zweites Monolith-Soft-Spiel auf den Markt kam.
Das Baten-Kaitos-Grundkonzept wurde im Jahr 2001 erdacht, die Entwicklung begann sechs Monate später. Nach Angaben der Entwickler basiert Baten Kaitos auf einer neu entwickelten Engine.
Die Idee des Magnus-Kampfkonzeptes stammt von tri-Crescendo. Die Zielsetzung dabei war, ein schnell ablaufendes Kampfsystem zu ermöglichen, anders als viele andere Spiele mit einem Karten-Kampfsystem, die normalerweise eher langsam ablaufen. Außerdem wollten die Entwickler ein Kampfsystem kreieren, das sich weniger auf Strategie als auf Intuition und schnelles Denken konzentriert. Dabei sollte das System einfach zu erlernen und zugleich schwierig zu meistern sein, um dem Spieler genügend Abwechslung zu bieten. In Baten Kaitos wurden einige einfach aufgebaute Jump-’n’-Run-Elemente eingebaut, um die RPG-Thematik durch Elemente anderer Genre abwechslungsreicher zu gestalten. Entsprechend wurden diese Abschnitte von den Entwicklern so gestaltet, dass sie leicht zu bewältigen sein sollen.
Dem Produzenten Noguchi zufolge gab es bei der Entwicklung keinerlei durch die GameCube-Hardware verursachten Einschränkungen. Das Spiel wurde laut Noguchi ausschließlich für den GameCube entwickelt, da die Konsole zur damaligen Zeit nicht viele RPGs aufwies und das Team nach eigenen Angaben den Konsolenbesitzern ein gutes RPG liefern und gleichzeitig ein neues GameCube-Franchise begründen wollte. Die Entscheidung, auf vorgerenderte Hintergründe zu setzen, ist laut Noguchi ausschließlich aus künstlerischen Gründen vorgenommen worden – in Hinblick auf die Technik wäre es möglich gewesen, sämtliche Umgebungen im Spiel im Echtzeitverfahren berechnen zu lassen.

### Technik und Ton
Baten Kaitos befindet sich auf zwei GameCube-Disks. Etwa nach der Hälfte des Spielverlaufes wird der Spieler aufgefordert, die zweite Disk einzulegen, um mit der zweiten Spielhälfte fortzufahren. Baten Kaitos wird im Vollbildverfahren bei einer maximalen Bildfrequenz von 30 Bildern in der Sekunde auf den Fernsehbildschirm übertragen.
Die Umgebungen im Spiel werden in dreidimensionaler Computergrafik dargestellt und werden nicht in Echtzeit berechnet, sondern sind vorgerendert und mit Animationen versehen. Die Zwischensequenzen sind im Wesentlichen Dialoge zwischen den Charakteren mit einfachen Animationen, die in Echtzeit berechnet werden. Der etwa anderthalb-minütige Einführungsfilm, der bei jedem Start der ersten Spieldisk abgespielt wird, ist die einzige Sequenz mit vorberechneten computergenerierten Grafiken (CGI).
Der Soundtrack von Baten Kaitos entstammt der Feder des japanischen Videospielkomponisten Motoi Sakuraba und umfasst 57 Stücke. Stilistisch gesehen umfasst der Soundtrack für den Progressive-Rock-Komponisten typische Bosskampf-Stücke mit E-Gitarrenbesetzung. Große Teile des restlichen Soundtracks lassen sich als ruhiger und emotionaler beschreiben, darunter sind Anlehnungen an musikalische Themen wie den Dies irae auszumachen. Das Onlinemagazin IGN merkte an, dass die musikalische Untermalung in den Dungeons unkonventionell für ein RPG sei.
Am 17. Dezember 2003 brachte Team Entertainment das offizielle Soundtrack-Album in Japan heraus. Das Album umfasst zwei Audio-CDs mit einer Gesamtspielzeit von über zwei Stunden.
Baten Kaitos enthält japanische und englische Sprachausgabe, welche Ausrufe während eines Kampfes und große Teile der Dialoge im Spiel umfasst. Die englische Sprachsynchronisation wurde unter der Regie von Hidekazu Nakamura im Studio Churoku Service aufgenommen. Die folgende Tabelle bietet eine Übersicht über die wichtigen Charaktere des Spiels, ihre Rollen in der Handlung sowie ihre japanischen beziehungsweise englischen Synchronsprecher.
| Charakter   | japanischer Sprecher | englischer Sprecher | Rolle                                                   |
| ----------- | -------------------- | ------------------- | ------------------------------------------------------- |
| Kalas       | Kosuke Toriumi       | Eric Kelso          | Protagonist, Spielercharakter                           |
| Xelha       | Chiaki Takahashi     | Bianca Allen        | Begleiterin Kalas', Spielercharakter                    |
| Gibari      | Kiyoyuki Yanada      | Jeff Gedert         | Fischer aus Diadem, Spielercharakter                    |
| Lyude       | Daisuke Kishio       | Thomas Meleski      | Verstoßener Botschafter des Imperiums, Spielercharakter |
| Savyna      | Mayumi Asano         | Rachel Walzer       | Ehemalige Soldatin des Imperiums, Spielercharakter      |
| Mizuti      | Eriko Nakayama       | Yuko Yunokawa       | Zauberin der Kinder der Erde, Spielercharakter          |
| Geldoblame  | Chafurin             | Walter Roberts      | Imperator Alfards und Antagonist                        |
| Melodia     | Kae Araki            | Janica Southwick    | Enkelin des Herzogs von Mira                            |
| Giacomo     | Hiroshi Matsumoto    | Michael Rhys        | Hochrangiger Soldat des Imperiums                       |
| Ayme        | Yu Asakawa           | Amy Colyer          | Soldatin des Imperiums an Giacomos Seite                |
| Folon       | Takuro Nakakuni      | David Neale         | Soldat des Imperiums an Giacomos Seite                  |
| Corellia    | Naoko Matsui         | Carolyn Miller      | Königin von Anuenue                                     |
| L'Hade Khan | Susumu Chiba         | Peter Gomm          | König von Diadem                                        |
| Larikush    | Naoki Bando          | Greg Dale           | Arzt aus Cebalrai                                       |
| Calbren     | Takehiro Koyama      | Tom Clark           | Herzog von Mira                                         |
| Barnette    | Sayuri Sadaoka       | Anita Sugunan       | Einwohnerin von Wazn und Beraterin der Eiskönigin       |
| Fee         | Kiyomi Asai          | Kai Hallberg        | Kalas' getöteter junger Bruder                          |
| Georg       | Hideo Watanabe       | Dennis Falt         | Großvater von Kalas und Fee                             |
| Krumly      |                      | Ryan Drees          | Bürgermeister eines Dorfes der Kinder der Erde          |
| Rodolfo     |                      | Jeff Manning        | Lord von Sadal Suud                                     |

## Ankündigung, Veröffentlichung und Verkaufszahlen
Im April 2002 begann Namco eine Zusammenarbeit mit Nintendo, aus der einige Namco-Spiele für den GameCube und Game Boy Advance hervorgingen. Am 8. Mai 2002 kündigte Namco auf einer Konferenz einige dieser Projekte für Nintendo-Konsolen an. Darunter befand sich erstmals Baten Kaitos, das noch als unbetiteltes RPG aufgeführt wurde mit einem voraussichtlichen Veröffentlichungstermin im Dezember 2003. In einem Ende Mai veröffentlichten Namco-Finanzbericht tauchte dieses RPG erneut auf. Es sollte für den GameCube erscheinen und zu den wichtigeren der insgesamt 71 geplanten Titel gehören, die Namco plattformübergreifend in Japan im Jahr 2003 zu veröffentlichen plante.
In einer Veranstaltung von Monolith Soft wurde das RPG-Projekt Mitte Juli 2003 offiziell als Baten Kaitos enthüllt. Der Entwickler pries das Spiel als eines der größten GameCube-RPGs des Jahres an. Der Produzent Nomura, die Directors Hatsushiba und Honne, der Filmleiter Mikitaka Kurasawa, Komponist Sakuraba sowie Szenario-Autor Kato stellten das Spiel vor und zeigten Trailer sowie Screenshots. Auf der Tokyo Game Show Ende September 2003 konnte Baten Kaitos erstmals von Besuchern angespielt werden.
Baten Kaitos erschien in Japan am 5. Dezember 2003. Vorbesteller erhielten als Extra das ursprünglich 1984 erschienene Namco-Arcade-Spiel The Tower of Druaga. Der Grund dafür ist ein Spielabschnitt in Baten Kaitos, der in Bezug auf Grafik, Musik und Spielprinzip eine Hommage an Tower of Druaga darstellt.
Die amerikanische Lokalisierung konnte erst nach Mai 2004 beginnen, da Namco zu der Zeit mit den Lokalisierungsarbeiten an Tales of Symphonia beschäftigt war. Nach diesem Titel war Baten Kaitos das zweite Namco-RPG, das 2004 in Amerika für den GameCube herauskommen sollte. Die amerikanische Fassung von Baten Kaitos wurde von Namco am 16. November 2004 veröffentlicht. Am 1. April des folgenden Jahres folgte die Publikation in Europa, ebenfalls durch Namco. Am 19. Mai 2005 wurde es in Australien herausgebracht, verantwortlich dafür war Nintendo.
Baten Kaitos verkaufte sich sowohl in Japan als auch im westlichen Markt schlecht. Namco ging in Japan von 500.000 Spielverkäufen aus. Nach Angaben der Famitsu verkaufte sich das Spiel im ganzen Jahr 2003 in Japan jedoch nur 88.000 Mal, womit es sich auf Platz 146 der meistverkauften Videospiele 2003 befindet. Im Namco-Finanzbericht 2004 wird angemerkt, Baten Kaitos habe es auf dem Markt schwer gehabt und die Zielsetzungen des Herstellers nicht erreichen können. In Kombination mit der laut Katharine Byrne schlechten Vermarktung ist diesem Umstand zu verschulden, dass das Spiel außerhalb seiner Fangemeinde kaum verbreitet ist.
Der Hersteller gab keine weltweiten Verkaufszahlen bekannt. Schätzungen der Website VGChartz.com zufolge gingen in Europa 50.000 und in Nordamerika 210.000 Exemplare von Baten Kaitos über die Ladentheken.

## Rezeption
Besonders hinsichtlich Grafik, Ton und Spielprinzip erhielt Baten Kaitos hauptsächlich positive Rezensionen. Häufige Kritikpunkte waren die Handlung sowie die Charaktere. Ein wichtiger Gegenstand in der Rezeption zum Spiel ist das Kampfsystem.

### Kritiken
Das Onlinemagazin IGN kritisiert die Handlung von Baten Kaitos als klischeebelastet und unoriginell. Die Charakterentwicklung sowie das Tempo der Erzählung bewertet der Rezensent Juan Castro wiederum positiv. Er beschreibt die Charaktere als interessant und abwechslungsreich sowie ihre Dialoge als gut verfasst. Die Sprachausgabe jedoch sei derart misslungen, dass der Spieler sie deaktivieren solle. Obgleich in den ersten Spielstunden das Kampfsystem noch recht kompliziert erscheint, erfährt das Spielsystem in der Rezension Lob. Eine Ausnahme stellt für Castro das Auflevel-System des Spieles dar, welches er als willkürlich und nicht positiv zur Spielerfahrung beitragend bezeichnet. Weiter heißt es in der IGN-Rezension, dem Spiel gelinge es, den Spieler dazu zu bringen, die Umgebungen gründlich zu durchkämmen, um neue Magnus zu finden. Die Grafik beurteilt der Rezensent als „hübsch“ (‘pretty’), besonders gut modelliert seien Charaktermodelle und Umgebungen. Die vielen Details und Animationen der Umgebungen erzeugen für ihn den Eindruck einer lebendigen Spielwelt.
Ähnlich fällt die Spielbesprechung des Webportals 1UP aus, in der das Kampfsystem, die komplexen und abwechslungsreichen Dungeons sowie die zum Teil sehr ausführlichen Nebenquests hervorgehoben werden. Der Redakteur David Smith kritisiert ebenfalls die Handlung, die keine spannende Einführung aufweise und sich zu sehr auf Plot Twists in den späteren Phasen verlasse. Dass die Handlung eher inspirationslos ausfalle, sei überraschend, da ihr Autor Masato Kato im Fachbereich kein Unbekannter ist. Der Art Director Yasuyuki Honne hingegen habe bei der Entwicklung des Spieles das beitragen können, wofür er bekannt ist: Honne habe mit der künstlerischen Gestaltung von Baten Kaitos eines der „wunderbar buntesten“ RPGs der damaligen Konsolenära erschaffen, schreibt Smith; das Spiel vereine Kreativität und technische Raffinessen. Den von Motoi Sakuraba komponierten Soundtrack hält der Rezensent für gelungen mit der Ausnahme des Stückes The True Mirror, der Standard-Kampfmusik des Spiels. Ebenso wird die Sprachausgabe negativ kritisiert.
Die New York Times veröffentlichte 2004 eine Rezension zu Baten Kaitos. Der Redakteur Charles Herold erkennt im Spiel als Mängel viele typisch japanische Elemente und eine generische Handlung. Diese Mängel würden durch das Kampfsystem wieder wettgemacht. Außerdem zeichne sich das Spiel durch einen „lässigen Charme“ (‘easygoing charm’) aus.
Rob Fahey schreibt in der Spielkritik der Videospiel-Website Eurogamer, dass Baten Kaitos im Wesentlichen auf zwei unattraktive Elemente baue. Dabei handle es sich um das kartenbasierte Kampfsystem sowie die vorgerenderten Umgebungen, welche zur damaligen Zeit als veraltet galten. Monolith Soft sei es jedoch gelungen, beide Elemente in einer lobenswerten Weise in ein Spiel zu integrieren. So bezeichnet Fahey die Grafik als derart detailverliebt, dass sie mittels Echtzeitgrafiken nicht realisierbar gewesen wäre. Das Kampfsystem sei einzigartig, teils aber auch frustrierend, da es stark auf Zufall und Glück setze und somit dem Spieler manchmal ohne dessen Verantwortung schlechte Chancen biete. Wie die meisten anderen Publikationen merkt Eurogamer ebenfalls an, dass die Handlung nicht über Genre-typische Klischees hinauskomme. Fahey zufolge werde die Handlung von Baten Kaitos nur durch die künstlerische Gestaltung der Umgebungen zusammengehalten, in denen sie spielt. Ein positiver Aspekt an der Handlung sei, wie der Spieler einbezogen wird und damit die Vierte Wand durchschritten wird. Weiter heißt es in der Rezension, der „exzellente“ (‘excellent’) Soundtrack Sakurabas spiele in einer Liga mit der künstlerischen Gestaltung, doch die Sprachausgabe klinge, als sei sie Unterwasser aufgenommen worden. Der Rezensent kommt zum Fazit, dass Baten Kaitos ein Spiel mit Stärken im Gameplay und Schwächen in der Handlung sei und qualitativ von einigen GameCube-RPGs übertroffen werde.
Eine überwiegend negative Kritik kam von der Website Cubed3. Der Rezensent Matthew Evans bemängelt, dass die gesamte Spielhandlung ein Aufguss alter RPG-Klischees sei und, dass die Charaktere mangels Emotion, Sympathie und Inspiration nicht im Gedächtnis des Spielers verweilen. Auch Spielelemente, die in anderen Rezensionen gelobt wurden, bewertet Evans negativ: Während das Speicher- und Auflevelsystem undurchdacht und kontraproduktiv sei, klingt das Kampfsystem auf dem Papier zwar sehr gut, erweise sich in der Praxis hingegen als mangelhaft. Cubed3 kritisiert insbesondere, dass Zufall und Glück im Kampfsystem häufig für unfaire Kämpfe sorgen, sodass der Spieler des Öfteren aufgrund eines schlechten Decks nicht angreifen beziehungsweise sich nicht verteidigen kann. Während die Chancen des Spielers häufig schlecht stehen, hätten die computergesteuerten Gegner stets die für den jeweiligen Zug passenden Karten in ihrer Hand. Ferner fehle es dem Spiel an Abwechslung, sodass der Wiederspielfaktor niedrig ausfalle. Die Grafik sei aufgrund der statischen Kameraeinstellungen suboptimal, die Charaktermodelle schlecht animiert und die Sprachausgabe „offensichtlich entsetzlich“ (‘obviously appalling’). Den „emotionalen“ (‘emotive’) und inspirierenden Soundtrack stellt Evans als einzig positiven Aspekt dar.

### Wertungsspiegel
Die Website Metacritic, die von Filmen und Videospielen einen Wertungsdurchschnitt errechnet, hat für Baten Kaitos eine weltweite Durchschnittswertung von 80 % ausgehend von 48 Kritiken ermittelt. Bei der Website GameRankings liegt die durchschnittliche Wertung etwas höher. Sie beträgt hier 81,30 % und wurde aus 58 Wertungen ausgerechnet. Die folgende Tabelle bietet eine Übersicht von Wertungen, die Baten Kaitos erhalten hat:
| Zeitschrift/Website       | Wertung | Datum             | Anmerkungen                                            |
| ------------------------- | ------- | ----------------- | ------------------------------------------------------ |
| 1UP                       | B       | 15. November 2004 | Bewertet mit amerikanischen Schulnoten                 |
| Cubed3                    | 5/10    | 31. März 2005     |                                                        |
| Edge                      | 7/10    | Januar 2005       |                                                        |
| Electronic Gaming Monthly | 73 %    | Dezember 2004     |                                                        |
| Eurogamer                 | 8/10    | 31. März 2005     |                                                        |
| Famitsu                   | 31/40   |                   | Einzelwertungen vierer Redakteure, hier: 8, 8, 8 und 7 |
| Game Informer             | 88 %    | Dezember 2004     |                                                        |
| GameSpot                  | 8,5/10  | 18. November 2004 |                                                        |
| IGN                       | 8,8/10  | 12. November 2004 |                                                        |
| Nintendojo                | 8,6/10  |                   |                                                        |
| Nintendo Power            | 92 %    | Januar 2004       |                                                        |
| N-Zone                    | 86 %    | Mai 2005          |                                                        |

### Analyse des Spielsystems
IGN bezeichnete das Magnus-System als das Spielelement, dem am meisten Aufmerksamkeit von den Spielern entgegen komme. Es sei eine einzigartige und erfrischende Spielerfahrung. In einem Vorschaubericht von Anfang 2003 schrieb IGN, dass das Kampfsystem ein gutes Tempo aufweise und sich eher wie ein „typisches rundenbasiertes RPG“ anfühle als wie ein kartenbasiertes Spiel an. Tatsächlich sei das Tempo aufgrund der beschränkten Planungszeit während des Kampfes wesentlich höher als in vielen anderen japanischen RPGs.
In der Spielrezension von 1UP heißt es, Baten Kaitos breche mehrere gängige Konventionen im RPG-Bereich. Ein Beispiel sei das kartenbasierte Kampfsystem, das einige Probleme des klassischen RPG-Kampfsystems löse. So garantiere das bei jedem Kampf unterschiedliche Kartendeck, dass keine zwei Kämpfe gleich ablaufen, wodurch viel Abwechslung gewährleistet sei. Dies sorge weiter dazu, dass die Labyrinthe im Spiel abwechslungsreicher erscheinen als in anderen RPGs. Ferner sei das System im Kampf sehr zeitsparend, da der Spieler keine umständlichen Menüs bedienen müsse.
Die Fanseite Nintendojo verglich Baten Kaitos Anfang 2012 in einem retrospektiven Bericht über die Geschichte von Monolith Soft mit dem Vorgängerwerk des Studios, Xenosaga. Jene Science-Fiction-RPG-Reihe zeichne sich besonders durch ihre Handlung aus, die zahlreiche philosophische Thesen aufgreife. Verglichen damit sei die Handlung in Baten Kaitos weniger bedeutsam. Auch dieses Spiel grenze sich durch ein herausragendes Merkmal ab, in diesem Fall durch das Kampfsystem und die „ausgezeichnete“ (‘exquisite’) Gestaltung der Umgebungen. Das Magnus-System wurde als „ziemlich seltsame Genre-Mischung“ (‘rather bizarre mix of genres’) und „einzigartiger und erfrischender Ansatz zum Kampfsystem eines RPGs“ (‘unique and invigorating approach to the RPG battle system’) bezeichnet.

### Auszeichnungen und Bestenlisten
Es folgt eine Übersicht von Auszeichnungen und Platzierungen in Bestenlisten, die Baten Kaitos zuteilwurden:
- IGN Gaming Life in Japan 2003 Grand Prix: Best Visual Presentation[35]
- Joystiq: Platzierung in einer Liste der zehn besten GameCube-Exklusivspiele[36]
- IGNcube: Platz 2 der besten Spiele November 2004[37]
- Platz 23 der besten GameCube-Spiele von IGN[38]
- Platz 131 der besten Nintendo-Spiele aller Zeiten von Nintendo Power[39]
- Platz 9 einer Liste der zehn Spiele mit der schlechtesten Sprachausgabe[40]

## Nachfolger
Der Nachfolger von Baten Kaitos erschien in Japan als Baten Kaitos II: Hajimari no Tsubasa to Kamigami no Shishi (japanisch バテン・カイトスII 始まりの翼と神々の嗣子; dt. „Die Schwingen des Anfangs und das Erbe der Götter“). Im Gegensatz zum Vorgänger wurde das Spiel nicht von Namco, sondern von Nintendo herausgebracht. Es erschien am 23. Februar 2006 in Japan und am 25. September 2006 in Nordamerika unter dem Titel Baten Kaitos Origins. In Europa wurde das Spiel nicht veröffentlicht.
Baten Kaitos Origins ist ein Prequel und handelt 20 Jahre vor den Ereignissen aus dem ersten Baten Kaitos. Protagonist des Spiels ist Sagi, ein Angehöriger des Imperiums Alfard. Die Entwicklung von Baten Kaitos Origins dauerte 18 Monate an und wurde von 50 Personen bewerkstelligt. Die Entwickler entschieden sich zu diesem Nachfolger, da das erste Baten Kaitos unter Fans sehr beliebt war. Erneut handelt es sich um eine Kooperation von Monolith Soft und tri-Crescendo; Yasuyuki Honne und Hiroya Hatsushiba bekleideten abermals die Directorrollen, während Motoi Sakuraba wieder komponierte.
Im Dezember 2004 wurde auf einer von Nintendo veröffentlichten Auflistung von Spielen für den Nintendo DS ein Baten-Kaitos-Ableger für den Handheld genannt. Weitere Informationen zu Baten Kaitos DS gab es damals nicht. Im September 2005 fügte Namco das Projekt auf seiner offiziellen Website hinzu, entfernte es im Oktober aber kommentarlos. 2006 äußerte ein Namco-Produzent auf Anfrage, dass die Entwicklung von Baten Kaitos DS gestoppt worden sei. Gründe dafür wurden nicht genannt.